# Титан-Баррикады
Федеральный научно-производственный центр «Титан-Баррикады» — российское предприятие оборонной промышленности, специализирующееся на артиллерийской и ракетной технике. Родилось как конструкторское бюро при заводе «Баррикады», в 1990 выделилось в отдельное юридическое лицо, в 2014 году в результате слияния поглотило материнское предприятие — завод «Баррикады» и сейчас является производителем вооружений полного цикла от проектирования, НИОКР до крупносерийного производства. Является дочерним предприятием АО «Корпорация МИТ» и госкорпорации «Роскосмос». Из-за российского вторжения на Украину, предприятие находится под санкциями всех стран Евросоюза, США, Канады, Японии и ряда других стран

## 1914—1942 годы
Перед надвигающейся Первой мировой войной Российская Империя располагала только одним заводом крупных артиллерийских калибров, необходимых для установки на военных кораблях, — Обуховским заводом в Санкт-Петербурге. Было принято[кем?] решение организовать производство на уже производившем малые и средние калибры Пермском пушечном заводе и построить завод в Царицыне (с 1925 — Сталинград, с 1961 — Волгоград). Постройка завода была доверена «Русскому Акционерному обществу артиллерийских заводов» и его основному партнёру — английской фирме Виккерс. Строительство завода началось в 1914 году, в 1917 начался первый выпуск артиллерийских орудий, в эти же годы на заводе началась конструкторская деятельность по руководством Беркалова.
С 1938 на заводе организовано отдельное конструкторское бюро № 221 под руководством Иванова для проектирования артиллерии большой мощности. Им были созданы пушки, мортиры и гаубицы с индексом «Бр» — «Баррикады»:
- Мортира Бр-5
- Пушка Бр-17
- Гаубица Бр-18

В августе 1942 года в связи с приближением линии фронта ОКБ-221 было расформировано, его специалисты были переведены в другие коллективы:
- Центральное артиллерийское конструкторское бюро в Калининграде, сейчас — Ракетно-космическая корпорация «Эне́ргия» в Королеве;
- Морское артиллерийское центральное конструкторское бюро в Ленинграде;
- ОКБ-9 в Свердловске;
- ОКБ-172 в Перми;
- ОКБ-75 в городе Юрга.

На территории завода с августа 1942 года по январь 1943 шли жестокие бои, территорию завода обороняли 138 стрелковая дивизия полковника Людникова и 39 дивизия генерала Гурьева, на территории завода и прилегающем посёлке Нижние Баррикады находился Остров Людникова — один из последних участков северного Сталинграда, так и не захваченного немцами. Заводу были нанесены значительные разрушения, но уже в 1944 году он был частично восстановлен и начал давать военную продукцию фронту.

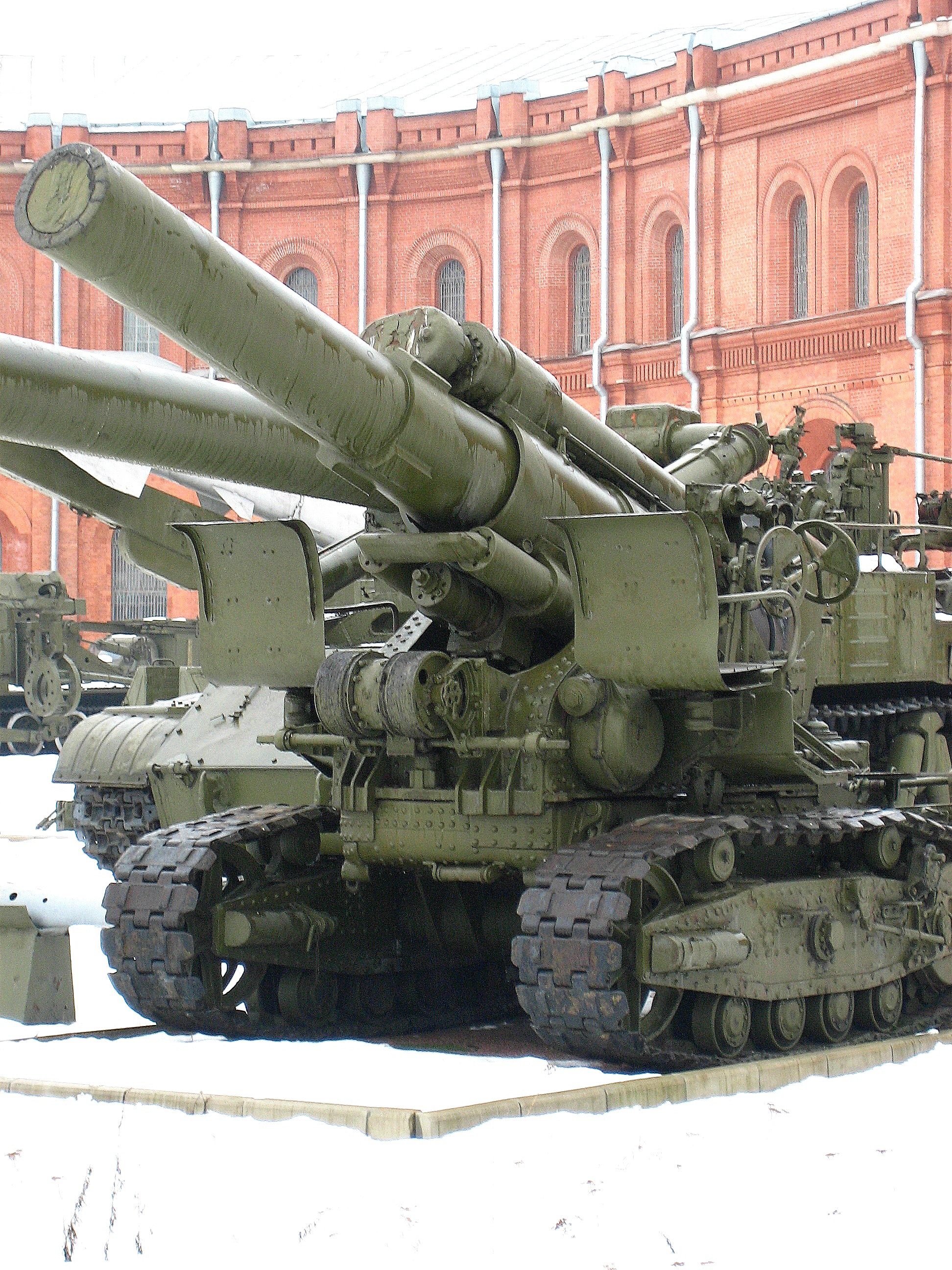
Мортира Бр-5
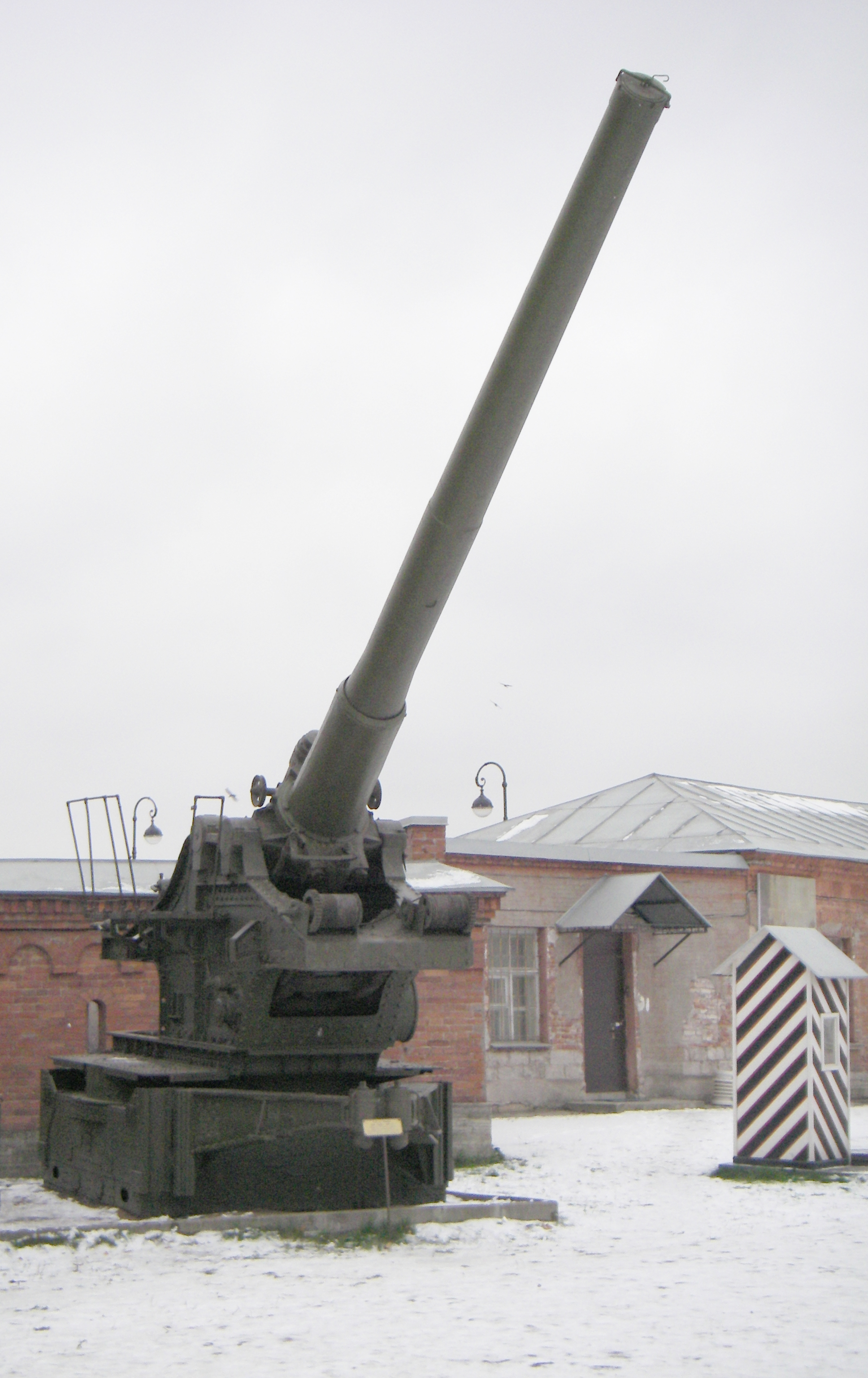
Пушка Бр-17
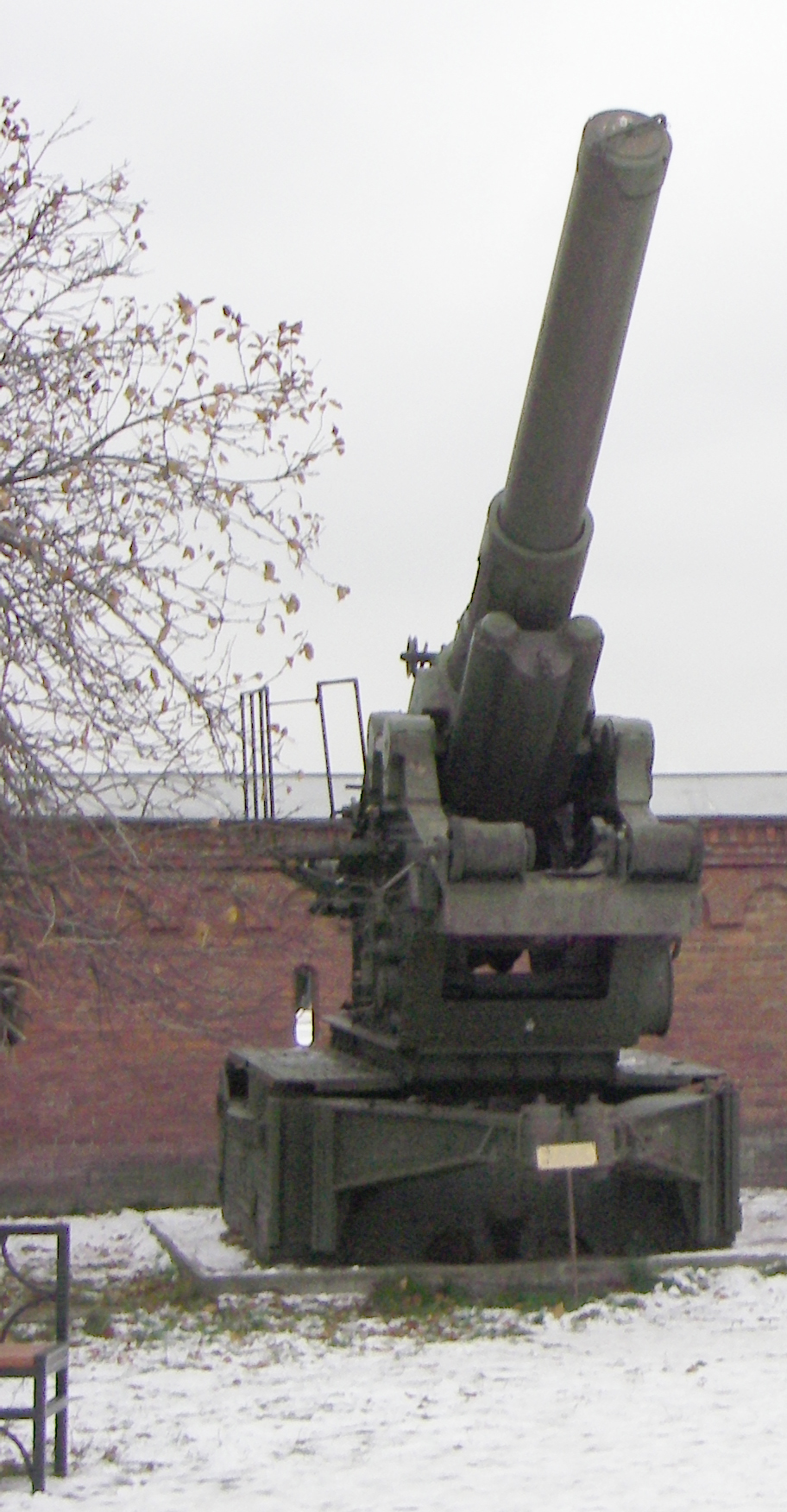
Гаубица Бр-18

## 1950—1990 годы
В январе 1950 года при заводе было воссоздано специальное конструкторское бюро СКБ-221, руководителем стал Георгий Сергеев. Основным направлением деятельности в 1950-е годы стало проектирование и запуск в серийное производство артиллерии крупного и среднего калибров. Так же выполнялись заказы на проектирование буровой техники и оборудования для атомной промышленности СССР:
- качающейся части 305-мм башенных орудий СМ-33 и СМ-31 для крейсера типа «Сталинград»;
- пушка С-23;
- танковая пушка Д-25;
- пушка Д-74;
- пушка-гаубица Д-20;
- переводу на колёсный ход гаубицы Б-4 и пушки Бр-2, после модернизации получили названия Б-4МБР и Бр-2М;
- береговые подвижные артиллерийские установки СМ-4 и СМ-4-1;
- береговое орудие СМ-9;
- корабельное зенитная установка СМ-4;
- корабельная зенитная установка СМ-27 (вместе с ЦКБ-34);
- 1200-мм ствола полигонной установки МК-1 для испытаний авиабомб БРАБ-1500 и БРАБ-3000;
- корпуса атомного реактора ВМ-А для подводных лодок (вместе с ОКБ Горьковского завода № 92);
- стенда реактора БР-224 для института имени Курчатова;
- буровой установки для малых глубин БУ-40 (вместе с ГИПРОнефтемаш);
- буровой установки БУ-75БР и БУ-50БР;

В 1960-е годы СКБ-221 приобретает новую специализацию — разработка пусковых установок ракетных комплексов малой и средней дальности, сопряжение пусковых установок с гусеничным и колёсным шасси (ЯМЗ-214, ЗИЛ-135Е):
- ракетный комплекс Марс;
- ракетный комплекс Луна;
- ракетный комплекс Темп-С.

В 1973 году конструкторское бюро было разделено на 2 направления: ОКБ-1 (отдельное конструкторское бюро) по направлению стратегического ракетного вооружения под руководством Соболева, ОКБ-2 по артиллерии и оперативно-тактическим военным комплексам под руководством Сергеева. Оба КБ в 1970-х годах продолжали работу по своему профилю:
- ракетный комплекс Темп-2С;
- ракетный комплекс Точка (вместе с КБ Машиностроения);
- ракетный комплекс Пионер;
- ракетный комплекс Ока;
- пушка 2А44 к самоходному орудию «Пион»;
- буксируемая гаубица 2А65 «Мста-Б»;
- гаубица 2А64 самоходного орудия 2С19 «Мста-С»
- комплекс береговой обороны АК-222 «Берег».

В 1983 году ОКБ-1, ОКБ-2 и цеха опытного производства были слиты в единое Центральное конструкторское бюро (ЦКБ). Главным конструктором ЦКБ назначен Соболев, Сергеев и Константин Есин его заместителями. В сентябре 1990 года ЦКБ переводится на самостоятельный баланс в составе ПО «Баррикады» и получает название ЦКБ «Титан». За 1980-е годы была выпущена продукция:
- ракетный комплекс Тополь (головной разработчик — МИТ);
- ракетный комплекс Точка-У;
- ракетный комплекс Курьер.

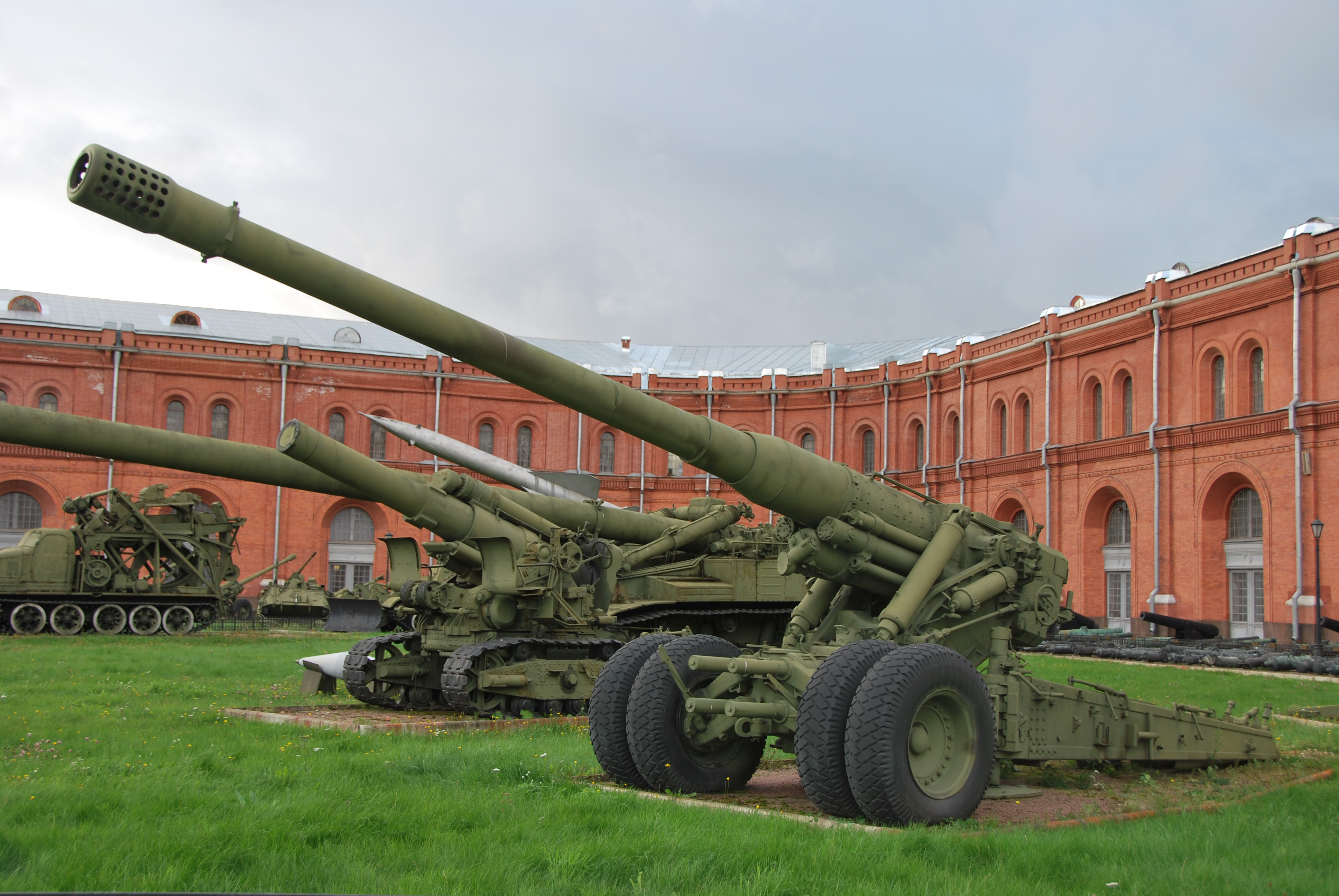
Пушка С-23
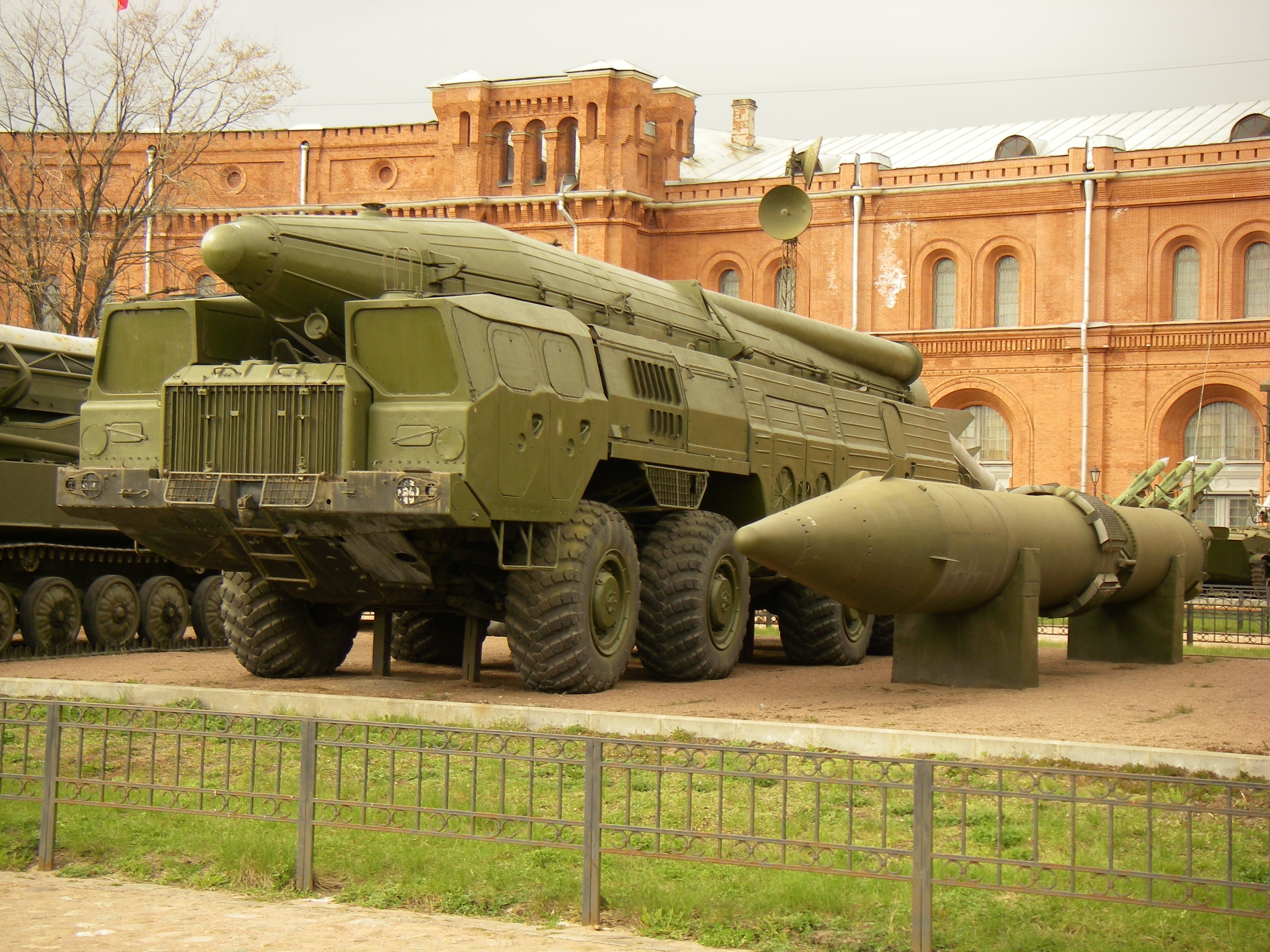
Ракетный комплекс 9К76 «Темп-С»
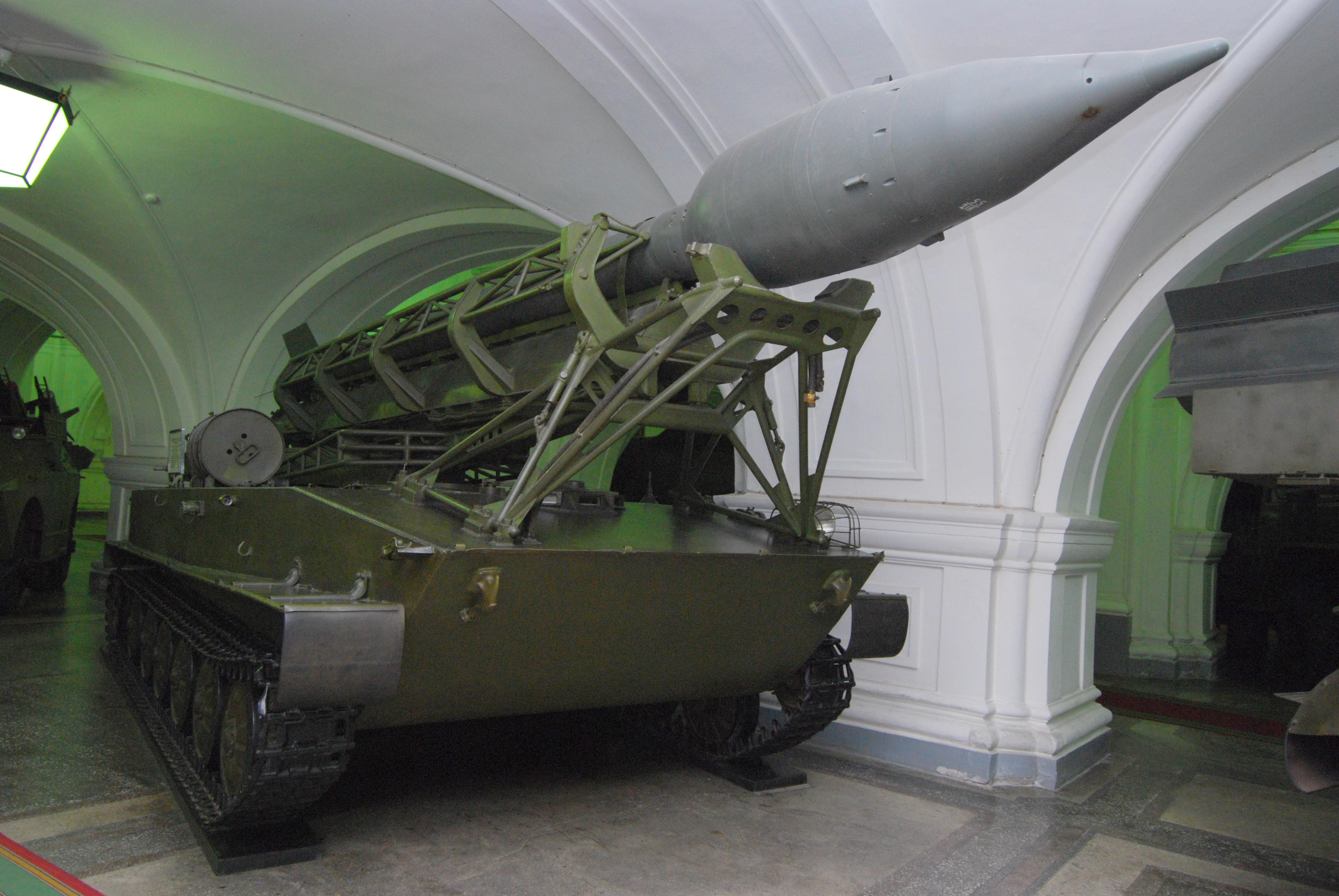
Ракетный комплекс 2К1 «Марс»
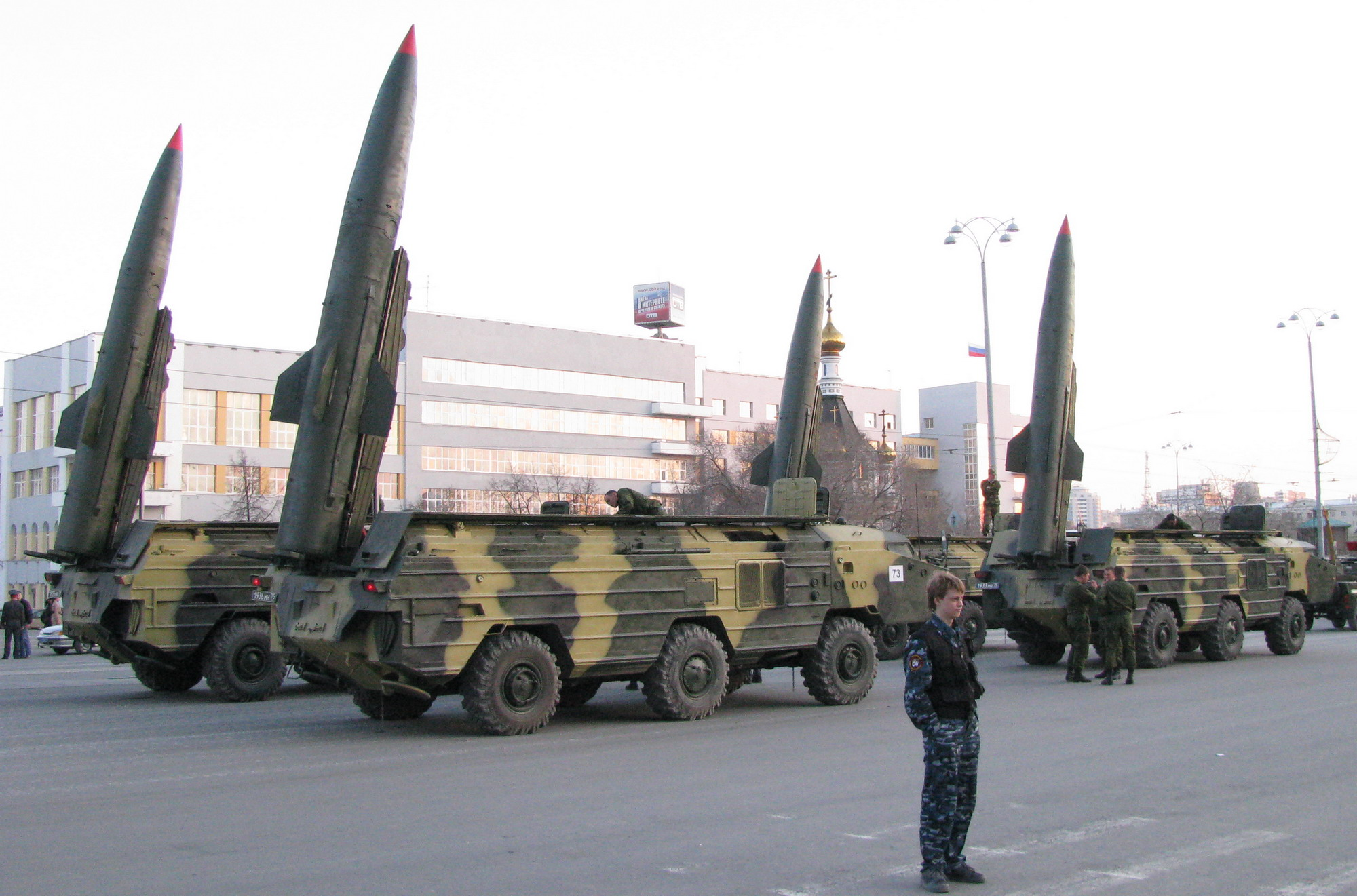
Ракетный комплекс 9М79 «Точка»
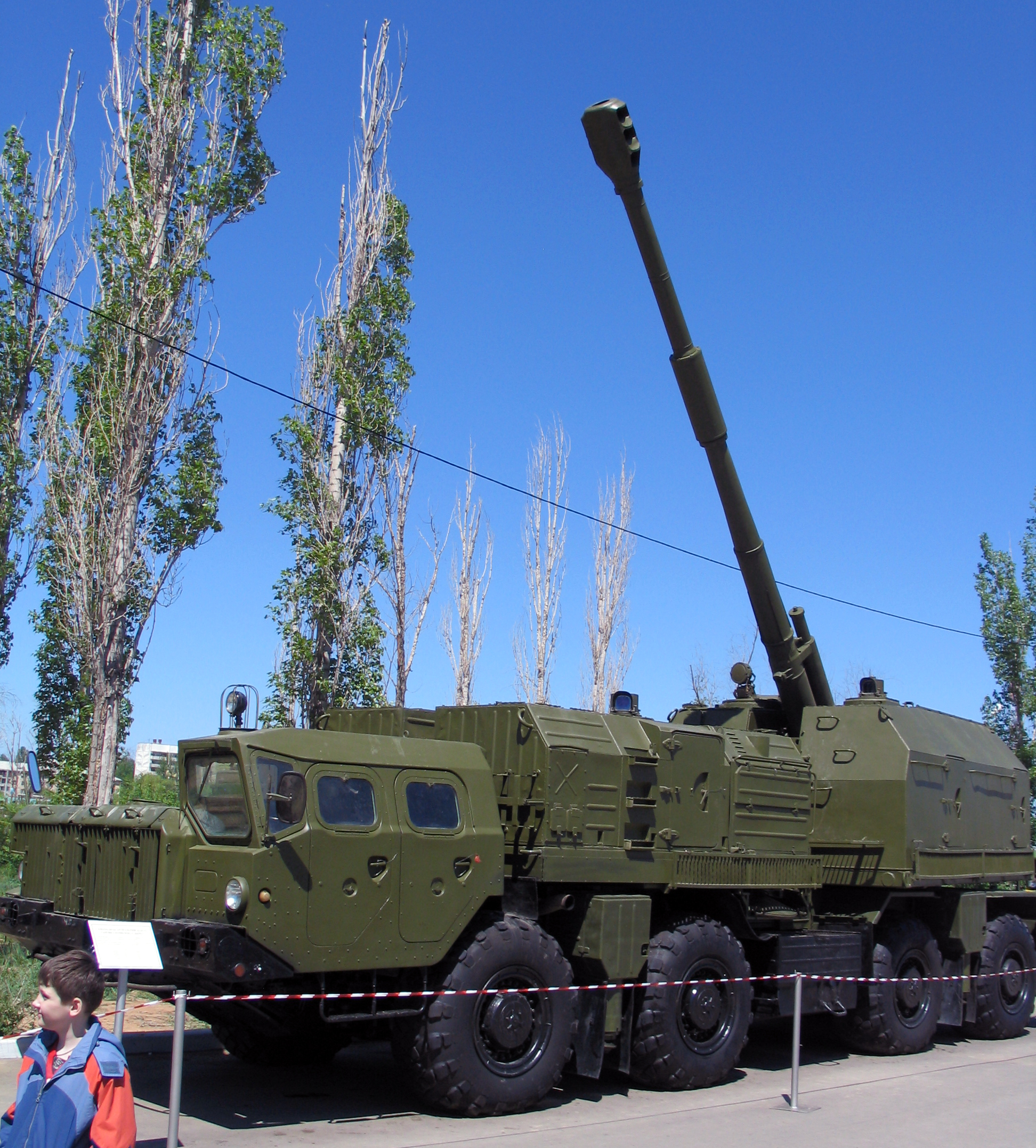
Артиллерийский комплекс «Берег»

## 1991—2014 годы
19 ноября 1991 года ЦКБ «Титан» становится самостоятельным государственным предприятием, генеральным директором и генеральным конструктором становится Виктор Шурыгин. В 1990-е годы ЦКБ продолжает работу по своему основному профилю — пусковые установки ракетных комплексов, но так же выполняет ряд инженерно-конструкторских задач в гражданской промышленности:
- ракетный комплекс Тополь-М;
- ракетный комплекс Искандер-М;
- пусковые стенды для ракет-носителей Старт;
- реконструкция механического оборудования и создание АСУТП на Волго-Донском канале;
- создание комплекса вспомогательного оборудования и АСУТП для уничтожения запасов химического оружия в поселке Горный Саратовской области.

В 2004 году распоряжением правительства РФ «ЦКБ «Титан» присваивается статус Федерального научно-производственного центра. За 2000-е годы разработаны, испытаны или поставлены на серийное производство:
- артиллерийский комплекс АК-222 Берег;
- самоходная установка СУ 6870 радиолокационной станции разведки «Кредо-1С»;
- технологические агрегаты для ракетного комплекса Булава-30;
- ракетный комплекс Ярс;
- самоходная пусковая установка праздничных салютов 2А84;
- артиллерийская часть (изделие 2А64М2) самоходной гаубицы Мста-С
- подъёмное устройство антенного терминала «Вертикаль»;
- модернизация механического оборудования водосбросной плотины № 25 Беломорско-Балтийского канала;
- АСУТП второй нитки шлюза Кочетовского гидроузла.

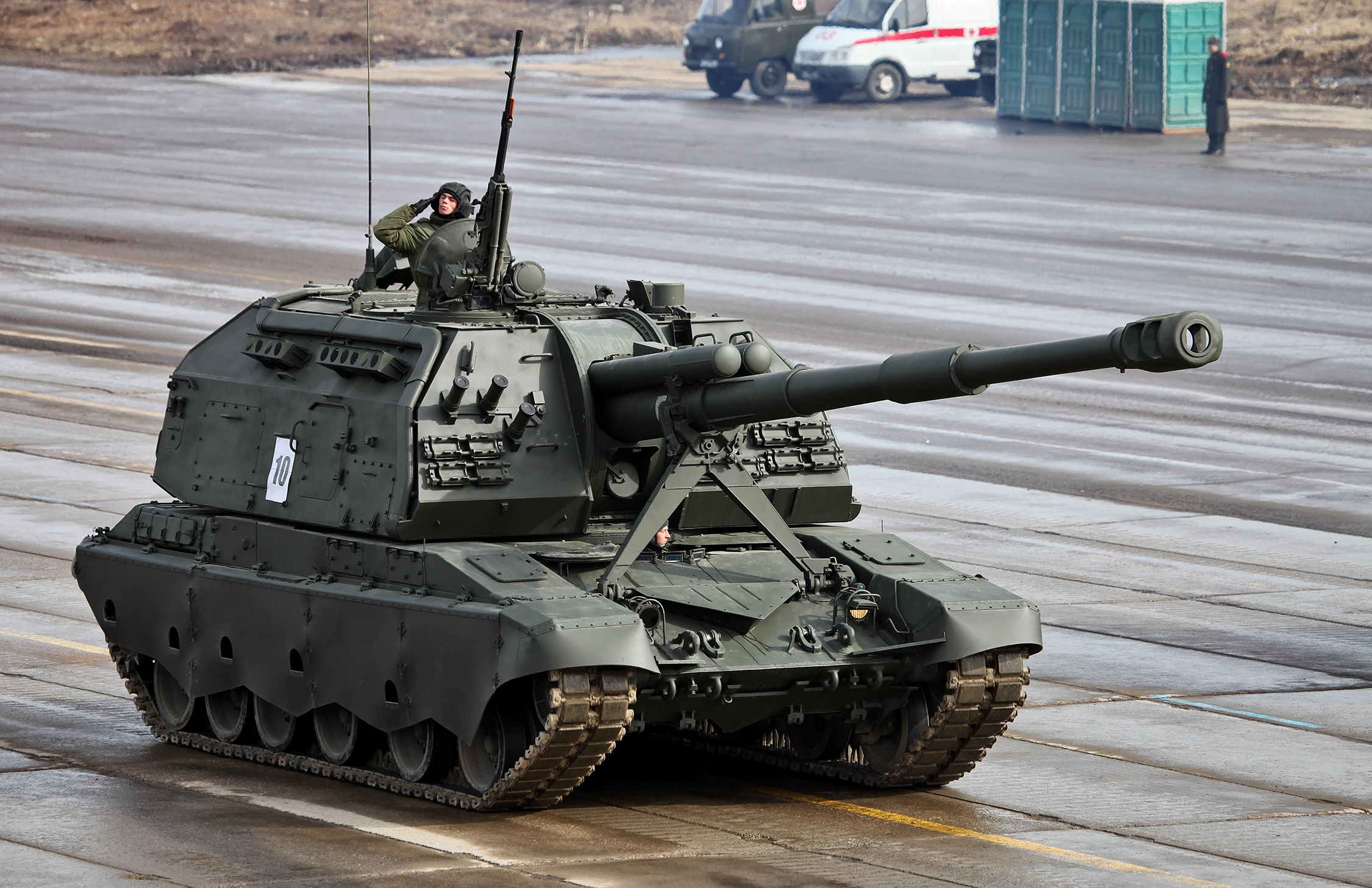
Мста-С
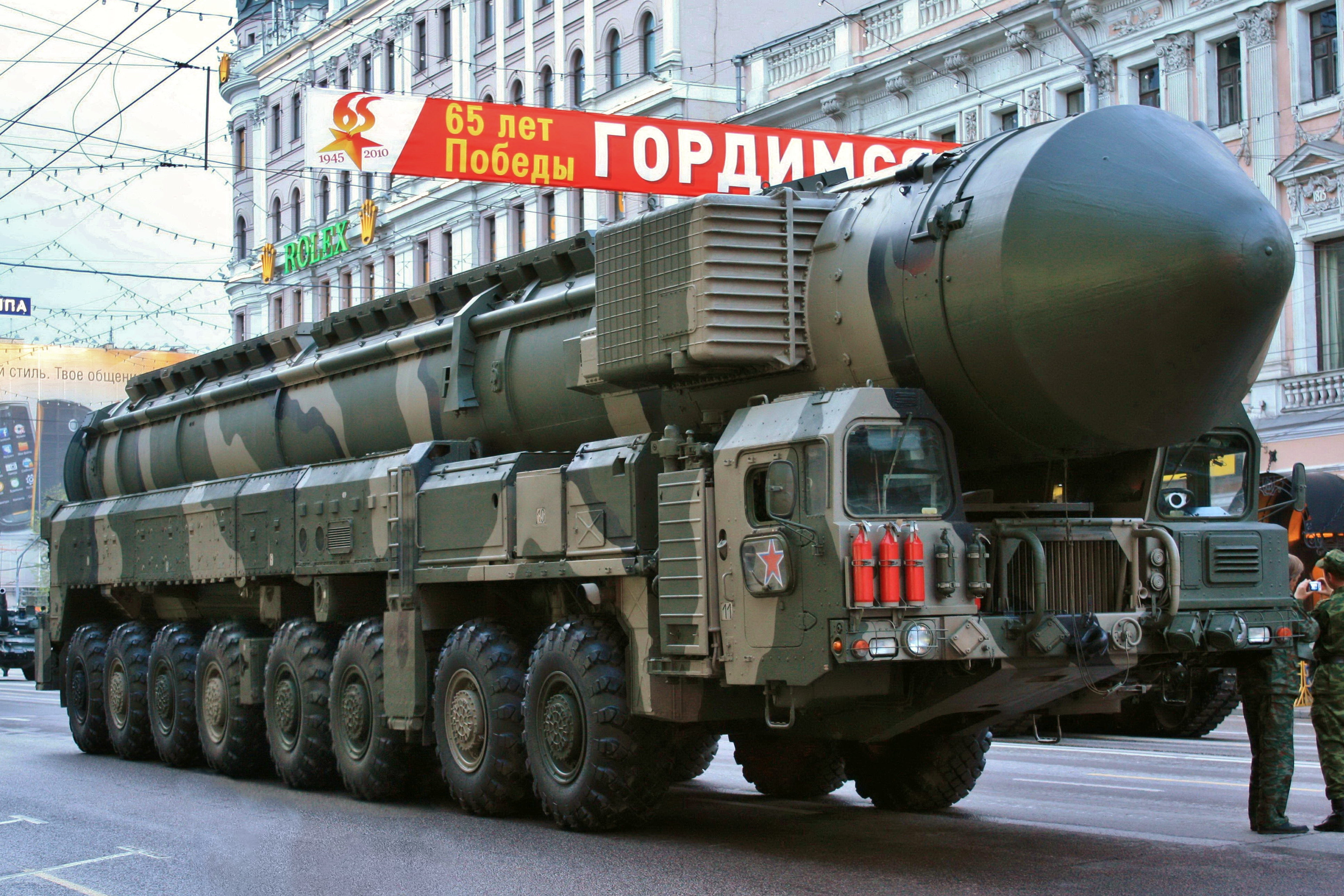
Тополь-М
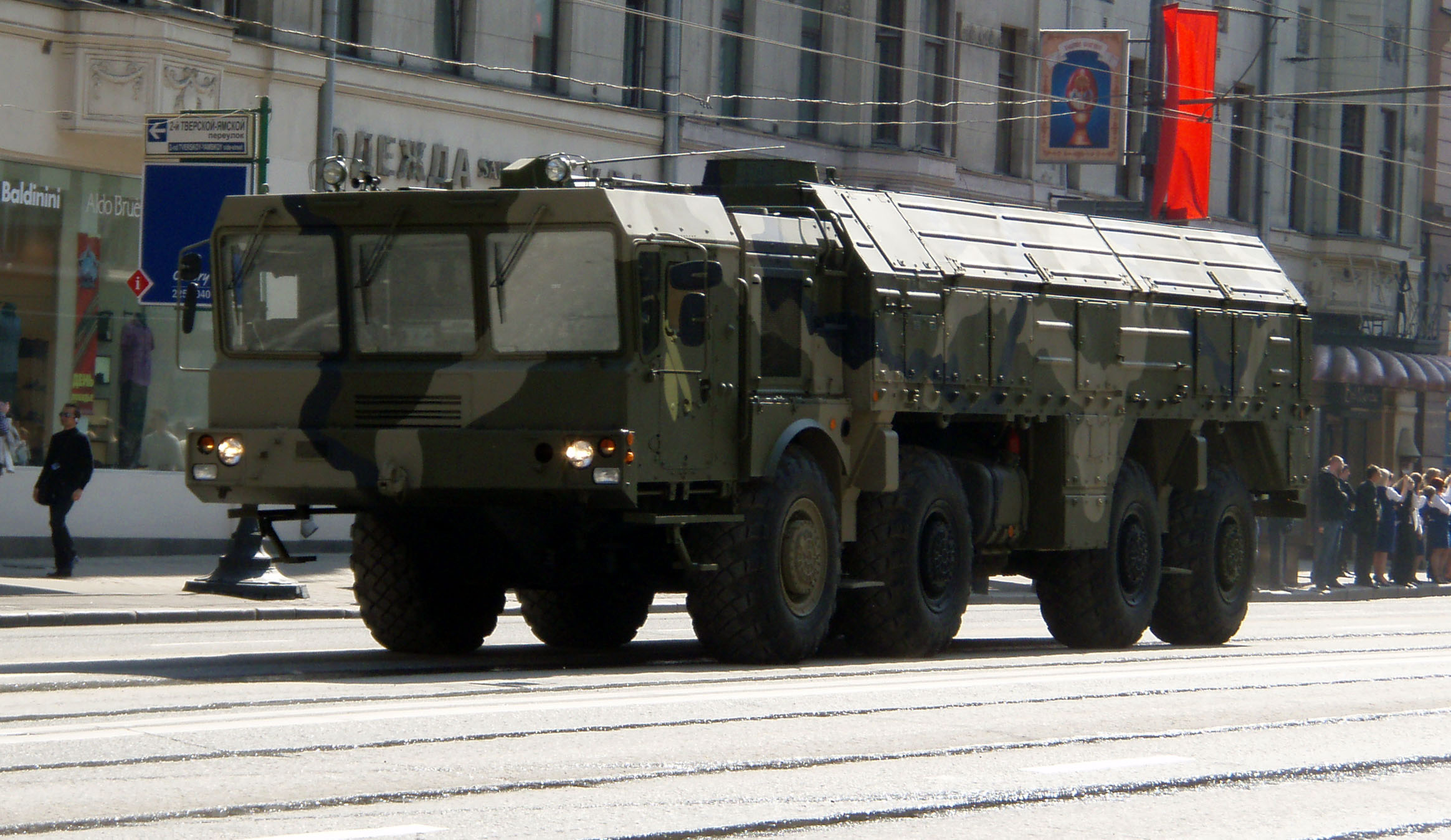
Искандер-М
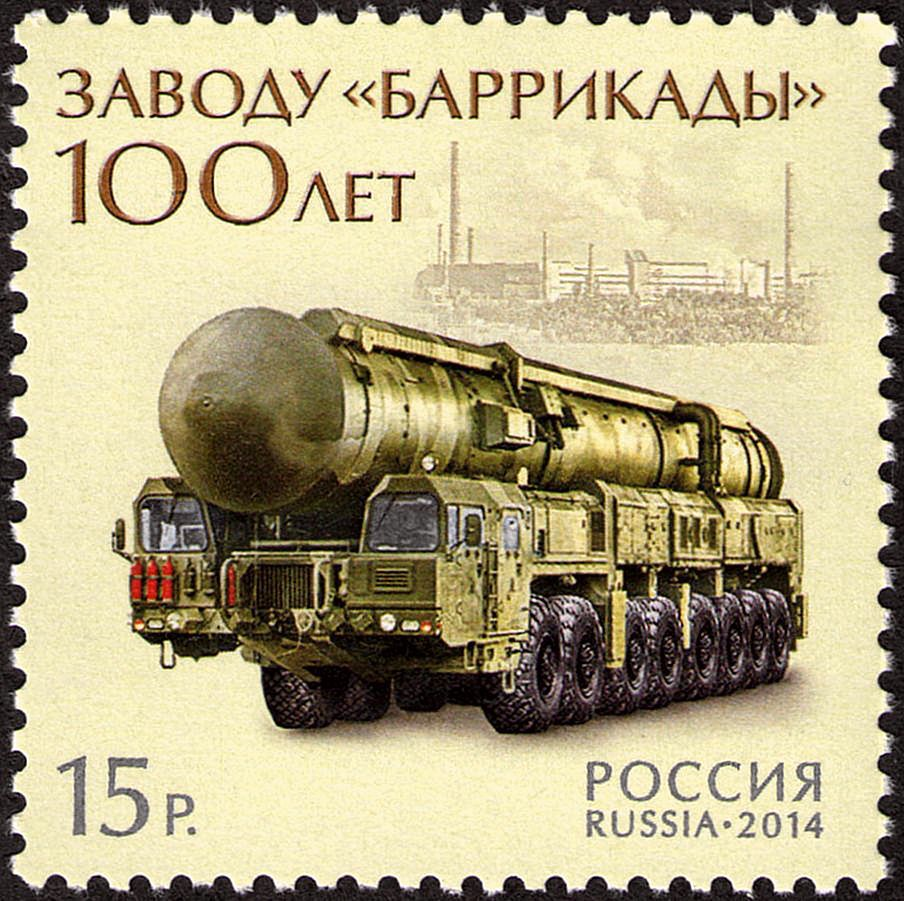
Почтовая марка 2014 года
Эмблема производственного объединения «Баррикады»

В 2008 году металлоплавильные цеха были проданы заводу «Красный Октябрь», входящим в холдинг «РусСпецСталь» государственной корпорации «Ростехнологии», цеха механической сборки, непосредственно занимающимся выпуском оружия, осталась у завода «Баррикады».
С января 2010 года предприятие получает статус открытого акционерного общества, входит в интегрированную структуру ОАО «Корпорация «МИТ». С 25 марта 2011 года входит в состав корпорации «МИТ».

## С 2014 года
В соответствии с распоряжением Правительства Российской Федерации от 7 марта 2014 года № 334-р «О реорганизации открытых акционерных обществ «ЦКБ «Титан» и ПО «Баррикады», с 1 октября 2014 года обе организации приступили к работе в качестве единого предприятия под брендом ОАО «ЦКБ «Титан». Деятельность ОАО «ПО «Баррикады» как юридического лица прекращена. Федеральный научно-производственный центр ОАО «ЦКБ «Титан» стал правопреемником имущества, прав, обязанностей, интеллектуальной собственности ОАО «ПО «Баррикады». Таким образом, образовано предприятие ракетной и артиллерийской специализации с полным циклом производства оружия — от проектирования до крупносерийного производства.
С июня 2016 года предприятие носит наименование Акционерное общество «Федеральный научно-производственный центр «Титан-Баррикады».
В апреле 2017 года АО «ФНПЦ «Титан-Баррикады» признано победителем отраслевого конкурса «Лучшее предприятие в системе социального партнёрства».
1 июня 2017 года на предприятии создано научно-техническое направление 5 (НТН-5), занимающееся разработкой наукоёмкой гражданской продукции.

## Санкции
24 марта 2022 года, на фоне вторжения России на Украину, предприятие внесено в санкционные списки Великобритании, так как она является организацией, получающей выгоду от Правительства России или оказывающей ему поддержку, осуществляя деятельность в российском оборонном комплексе.
3 марта 2022 года предприятие попало под санкции США в качестве ответа на «преднамеренную, неспровоцированную войну России против Украины», отмечая, что «предприятие проектирует, разрабатывает и производит оружие, которое путинские военные используют для нападения на Украину». В частности, предприятие производит ракеты для российских военных.
8 апреля 2022 года предприятие включено в санкционный список Канады как организация, которая оказывала «косвенную или прямую поддержку российским военным и, следовательно, является соучастниками боли и страданий, вызванных бессмысленной войной Владимира Путина на Украине».
23 февраля 2024 года предприятие «Титан-Баррикады» включено в санкционный список стран Евросоюза:

Предприятие производит вооружение для Сухопутных войск, Ракетных войск стратегического назначения и Военно-морского флота, в том числе гаубицы "Мста-Б" и самоходные гаубицы "Мста-С". Гаубицы "Мста-Б" и "Мста-С" используют вооруженные силы России во время агрессивной войны против Украины.— «Официальный журнал Европейского союза», Брюссель, 23 февраля 2024 года
Позднее, по аналогичным основаниям, предприятие внесено в санкционные списки Новой Зеландии, Швейцарии, Украины, Японии и Австралии.